# Aussagetüchtigkeit
Mit Aussagetüchtigkeit wird die Fähigkeit bezeichnet, Erlebtes realitätsgetreu wiederzugeben, insbesondere in Form einer Zeugenaussage vor Gericht.
Zur Beurteilung der Aussagetüchtigkeit gehören im Einzelnen fünf Schritte, die alle bejaht werden müssen, damit Aussagetüchtigkeit gegeben ist. Der Zeuge muss in der Lage sein:
- den Sachverhalt überhaupt wahrzunehmen,
- ihn in der Zeit bis zur Zeugenaussage im Gedächtnis zu behalten,
- den Sachverhalt im Wesentlichen vollständig ohne Beeinflussung von außen wiederzugeben,
- Erlebtes von der eigenen Fantasie zu unterscheiden,
- und schließlich über die sprachlichen und kommunikativen Fähigkeiten zu verfügen, um das Erlebte vor Gericht schildern zu können.

Mit der Aussagetüchtigkeit wird noch nicht die Frage beantwortet, ob die Aussage inhaltlich glaubwürdig ist oder ob sie sachlich vollständig und richtig ist. Es geht einzig und allein um die grundsätzliche kognitive Fähigkeit, überhaupt eine Aussage tätigen zu können.
Im Strafrecht ist die Beurteilung der Aussagetüchtigkeit eines Zeugen in bestimmten Fällen von zentraler Bedeutung. Klassische Beispiele hierfür sind etwa der sexuelle Missbrauch von Kindern und Jugendlichen, wo in aller Regel außer dem Opfer keine weiteren Zeugen vorhanden sind und sich der Richter so bei der Beweiswürdigung die Frage stellen muss, ob das Opfer in der Lage ist, eine realitätsgerechte Aussage zum Tatverlauf abzugeben. In der heutigen Rechtsprechung wird die Altersgrenze, ab der von Aussagetüchtigkeit ausgegangen werden kann, ca. ab dem 4. Lebensjahr gezogen. Nichtsdestotrotz können auch bei Erwachsenen bestimmte psychische Erkrankungen dazu führen, dass die Aussagetüchtigkeit vermindert oder ganz aufgehoben ist.